# 阿部肇
阿部肇（日语：／ Abe Tadashi，1963年1月29日—），日本男子赛艇运动员。他曾代表日本参加1986年和1990年亚洲运动会赛艇比赛，获得一枚金牌和一枚银牌。他也曾参加1984年、1988年和1992年夏季奥林匹克运动会。